# European Technology Exposure Facility

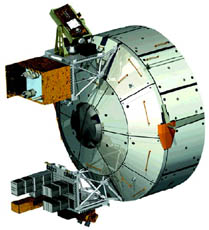
Externe Forschungsplattformen am Columbus-Raumlabor (untere Plattform: EuTEF)

Die European Technology Exposure Facility (EuTEF) ist ein Experimententräger, der am 15. Februar 2008 an der Außenseite des Columbus-Raumlabors, dem Wissenschaftslabor der ESA für die Internationale Raumstation, befestigt wurde.
EuTEF ist eine Plattform zur Unterstützung von bis zu sieben Experimenten. Sowohl kurz- als auch langfristig soll dabei der Einfluss der solaren ultravioletten Strahlung auf biologische Proben getestet werden.
Die Plattform wurde in den Jahren 1997 bis 1999 von dem italienischen Raumfahrtunternehmen Carlo Gavazzi Space (CGS) entworfen und gebaut.
Anfang September 2009 wurde die Plattform während der Discovery-Mission STS-128 abgebaut und zur Erde zurücktransportiert.

## Weitere externe Nutzlasten von Columbus
- Solar Monitoring Observatory (SMO/SOLAR)
- Atomic Clock Ensemble in Space (ACES)